# Federazione Italiana Sport del Ghiaccio
Der Italienische Eissportverband (italienisch Federazione Italiana Sport del Ghiaccio oder kurz FISG, wörtlich übersetzt Italienische Föderation für den Eissport) wurde im November 1926 in Mailand durch Fusion der drei bestehenden Verbände gegründet. Dazu gehörten der Italienische Eislaufverband (Federazione Italiana Pattinaggio), der Italienische Eishockeyverband (Federazione Italiana di Hockey) und der Italienische Bobverband (Federazione Bob Club d’Italia). Der FISG ist heute der nationale italienische Dachverband für die Eissportarten Eishockey, Curling, Eisschnelllauf, Eiskunstlauf, Shorttrack und Stockschießen. Der Verband ist u. a. Mitglied in den verschiedenen internationalen Dachverbänden, so u. a. in der Internationalen Eishockey-Föderation (IIHF).
Auf internationaler Ebene repräsentieren die einzelnen Bereichsleiter den Verband in den jeweiligen Sportverbänden.

## Verbandsstruktur
Präsident: Andrea Gios – ehemaliger Bürgermeister von Asiago
Bereichsvorsitzende:
- Curling: Luigi Alverà
- Eiskunstlauf: Andrea Angelo Garello
- Eishockey: Tommaso Teofoli
- Stockschießen: Helmuth Waldthaler
- Eisschnelllauf: Sergio Anesi

## Präsidenten
Alle Präsidenten bis heute:
- 1926–1927 Alberto Bonacossa
- 1927–1933 Luigi Tornielli di Borgolavezzaro
- 1934–1945 Renato Ricci (Federazione Italiana Sport Invernali)
- 1946–1952 Enrico Calcaterra (Federazione Italiana Hockey su Ghiaccio); Remo Vigorelli (Federazione Italiana Pattinaggio)
- 1952–1960 Remo Vigorelli
- 1960–1972 Enrico Calcaterra
- 1972–1980 Mario Pinferi
- 1980–1992 Luciano Rimoldi
- 1992–1997 Paul Seeber
- 1997–2014 Giancarlo Bolognini
- 2014-aktuell Andrea Gios

## Generalsekretäre
Die Generalsekretäre bis heute:
- 1952–1980 Aldo Caroli
- 1980–1981 Federico Saviozzi (ad interim)
- 1981–1982 Raffaele Giacomazza (ad interim)
- 1982–1983 Giorgio Ghersina
- 1983–1984 Nicola Bozzi
- 1984–1991 Federico Saviozzi (ad interim)
- 1991–1994 Roberto Contento (ad interim)
- 1994–1999 Nando Buonomini
- 1999-Giuliano Spingardi
- 1999–2001 Gianni Storti
- 2001–2003 Alberto Berto (ad interim)
- 2003–2014 Alberto Berto
- 2014-aktuell Ippolito Sanfratello